# Kosteliska
Ptačí park Kosteliska je soukromá nevládní rezervace, zaměřená na ochranu ptáků na loukách v nivě Kyjovky severně od Jarohněvického rybníka v katastru města Dubňany a z malé části také obce Hovorany v okrese Hodonín. Název je převzat z pomístního jména louky při severovýchodním okraji ptačího parku.
Na území ochranáři nasadili kozy, ovce, čtyři krávy uherského stepního skotu a čtyři koně, aby spásáním trávy a rozdupáváním luk vytvořili vhodnější prostředí pro původní druhy rostlin. Díky tomu vyklíčily na území rezervace slanomilné druhy rostlin jako kyprej yzopolistý, merlík slanomilný či řepeň durkoman.
V srpnu 2023 byla v rezervaci v rámci česko-slovenského projektu Kam za vtákmi postavena pozorovatelna ptáků.

## Fauna
Na území rezervace bylo při entomologickém průzkumu v roce 2020 nalezeno 99 ohrožených druhů hmyzu včetně brouka dřepčíka Longitarsus substriatus, který byl v Česku pozorován po více než třiceti letech a byl už považován za vyhynulého. Rozmnožuje se zde užovka stromová.
Ptačích druhů bylo na území rezervace zaznamenáno 200. Vyskytují se zde např. lžičák pestrý, čírka modrá, husice liščí, bukač velký, volavka červená, volavka vlasatá, čáp černý, kolpík bílý, orel mořský, orlovec říční, moták pochop, jeřáb popelavý, chřástal vodní, vodouš rudonohý, pisila čáponohá, strakapoud prostřední, žluna šedá, sýkořice vousatá, moudivláček lužní, ťuhýk šedý, slavík modráček či skřivan lesní.